# Aeroporto di Karlstad
L'aeroporto di Karlstad (IATA: KSD, ICAO: ESOK) è uno scalo aeroportuale svedese situato a 16 km dalla città di Karlstad, località principale, nonché sede delle istituzioni comunali, dell'omonimo comune e capoluogo della contea di Värmland.